# شام آخر (تینتورتو)
شام آخر (انگلیسی: Last Supper) اثر هنرمند ایتالیایی دوران منریسم، یاکوپو تینتورتو است. این نقاشی با تکنیک رنگ روغن روی بوم بین سال‌های ۱۵۹۲ تا ۱۵۹۴ کشیده شده و در کلیسای سان جورجو ماجوره ونیز نگهداری می‌شود.
تینتورتو در این نقاشی از شیوه تکلف‌گرایی از جمله ترکیب‌بندی به شدت نامتقارن و پیچیده بهره گرفته است. تحرک و تأکید نقاشی بر چیزهای پیش‌پاافتاده و روزمره (با توجه به این‌که مکان نقاشی شبیه مسافرخانه‌های ونیزی است)، آن را به سبک باروک نزدیک کرده است. «توانایی این لحظه دراماتیک در ارتباط با بیننده با ایدئال‌های اصلاح کاتولیک و عقیده کلیسا در مورد طبیعت و سرشت تعلیمی هنر مذهبی، هم‌خوانی دارد.»